# Zizhi Tongjian
Das Zizhi Tongjian (chinesisch 資治通鑒 / 资治通鉴, Pinyin Zīzhì Tōngjiàn, W.-G. Tzu-chih T'ung-chien – „Umfassender Zeitspiegel zur Hilfe bei der Regierung“) ist ein chinesisches Geschichtswerk mit annalistischem Charakter. Es umfasst 294 Bände mit etwa drei Millionen Wörtern. Der Hauptverfasser des Werkes ist Sima Guang, der auch frühere Ereignisse und Daten aus den klassischen Geschichtswerken übernahm. Sein Werk behandelt den Zeitraum von der Zeit der Streitenden Reiche (403 v. Chr.) bis zum Ende der Fünf Dynastien und Zehn Königreiche (959 n. Chr.) in chronologischer Reihenfolge. Es entstand in den Jahren 1065 bis 1084. 1664 erschien eine mandschurische Übersetzung unter dem Titel Hafu buleku bithe ᡥᠠᡶᡠ
ᠪᡠᠯᡝᡴᡠ
ᠪᡳᡨᡥᡝ.